# Geregelte Kreuzung
Eine geregelte Kreuzung ist in Österreich eine Kreuzung, deren Vorfahrt nicht durch Verkehrszeichen, sondern durch eine Ampelregelung oder einen Verkehrspolizisten geregelt wird. In Deutschland oder der Schweiz gibt es dazu keinen passenden Begriff.